# Scotophaeus bharatae
Scotophaeus bharatae är en spindelart som beskrevs av Gajbe 1989. Scotophaeus bharatae ingår i släktet Scotophaeus och familjen plattbuksspindlar. Inga underarter finns listade i Catalogue of Life.